# 大窪城址公園
大窪城址公園（おおくぼじょうしこうえん）は宮城県黒川郡大郷町大松沢にある都市公園である。400本の桜の木が植えられていて、河北新報社の「みやぎ城新観光名所100選」にも選ばれている。頂上付近が公園なので、水田地帯などの眺めは良い。

## 大窪城
大窪城は、比高70メートルほどの山城で、伊達家一族に列した大松沢氏が代々居住し、大松沢掃部之輔衛実の時に明治維新を迎えた。
大松沢家の先祖は飯田八郎左衛門藤原吉実で、西暦1400年以前より伊達氏の一族として伊達郡宮沢を治めていたので後に宮沢を名乗ったが、この吉実の玄孫に当るのが宮沢掃部時実。
伊達氏13代、伊達尚宗（1453年 - 1514年）の代及び1504年 - 1520年の永正年中、伊達氏14代伊達稙宗（1488年 - 1566年）の時、大崎葛西勢に備える伊達氏北方の押さえとして、この地に派遣された宮沢掃部時実が大松沢初代の領主になって大窪城を築城したと伝えられ、その禄高は800貫文であった。以後宮沢掃部時実は大松沢左衛門と称した。
2代目は祐実で、3代目は実家、4代目は景実、5五代目は宮沢元実は天正年間、伊達氏17代伊達政宗の時、相馬及び大崎の軍に従いその都度先鋒となり功をたて、1592年（文禄元年）には朝鮮の役に従軍し功労があり、又永く大松沢に住んでいたので伊達政宗から大松沢氏を称ずるよう命ぜられ、改めて伊達家の一族に列せられた。6代は定実、7代頼実、8代広実。9代信実、10代以実、11代文実、12代定実、13代従実、14代良実、15代衛実（大松沢掃部之輔衛実）と続いた。
15代大松沢衛実は、伊達家仙台藩士として伊達氏29代伊達慶邦に仕え、1868年（明治元年）の戊辰戦争では 会津の戦に藩士300人を率いて従軍し、次いで白河口軍事総督を命ぜられ、諸所の戦いに功労があった。会津の乱が終わった後は、剃髪し菩提寺である眞観寺の住職となり、戊辰の役で亡くなった人々の冥福を祈り、僧侶として没した。

## アクセス
- JR東日本東北本線鹿島台駅から車で20分
- 東北自動車道大和インターチェンジから車で20分
  - 駐車場（普通車7台）無料